# Битва при Силле
Битва при Силле (норв. Affæren ved Silden or Affæren ved Stadt) — морское сражение Англо-датской войны, состоявшееся 23 июля 1810 года между Датско-норвежской унией и Великобританией. Сражение состоялось вблизи острова Силла, расположенном в регионе Согн-ог-Фьюране, Норвегия.
В битве два британских фрегата захватили или уничтожили три или четыре датско-норвежских канонерских лодки. Датские и британские взгляды на итог битвы отличаются.

## Оценка битвы Данией
Датско-норвежский флот в составе трёх шхун с пушками Один, Тор и Балдер и одной баржи Корт Аделер базировались на острове Силла. В битве участвовали две шхуны, а также малая канонерская лодка.
23 июля английские фрегаты Belvidera, капитан Ричард Байрон, и Nemesis, капитан Уильям Феррис, атаковали датский флот. Одно из норвежских судов было в состоянии ударить по крайней мере, по одной из британских лодок, убив нескольких британских солдат. Тем не менее, англичане захватили базу. Экипаж одного из датских судов затопил своё судно и скрылся. Британцы взяли три других датских судна в качестве трофея и отправили их экипажи в заключение в Англию. Англичане также атаковали гражданские судна, пришвартованные в окрестностях. Нападения на местные фермы вдоль побережья продолжалось и после этого инцидента.

## Оценка битвы Британией
Британские корабли Belvidera и Nemesis шли близко к берегу. Вечером 22 июля на спущенной с одного из кораблей лодке часть команды зашла в залив, где они увидели три датских судна с пушками. На следующее утро семь лодок с двух фрегатов вошли в бухту и отрезали от берега два больших датско-норвежских судна. Среди англичан никто не пострадал, среди датчан было убито четыре человека.
Два крупных судна, Балдер и Тор, под командованием лейтенантов, были подставлены как шхуны. На каждом из них было по две длинных 24-фунтовых пушки и шесть 6-фунтовых гаубиц, экипажи состояли из 45 человек. Третье судно было вооружено одной длинной 24-фунтовой пушкой и имело экипаж из 25 человек. Экипаж пытался спрятать её во фьорде, где и оставил её; позже англичане сожгли её.
Британией был получен денежный трофей с трех судов, Балдер, Тор и Фортуна. Торговое судно Фортуна, возможно, было захвачено в это время.

## Последствия
Местный норвежский командир, викарий Габриэль Хейберг, не сумел предупредить другие датско-норвежские военно-морские суда находившиеся поблизости и которые могли бы помочь отразить британское нападение. Кроме того, позже он издал приказ держаться дальше от маршрутов английских кораблей.